# Барекет
Барекет (ивр. ברקת‎) — мошав, расположенный в центральной части Израиля. Административно относится к региональному совету Хевель-Модиин.

## История
Деревня была основана в 1952 году членами организации «Хапоэль ха-Мизрахи», приехавшими в Израиль из Йемена. Изначально мошав был назван «Кфар-Халуцим» (деревня пионеров), а затем «Тират-Йехуда-Бет», после чего принял своё нынешнее название. Как и Нофех и Альхама (прежнее название мошава Бейт-Ариф), название мошава Барекет относится к одному из 12 камней в Хошене, священном нагрудном наперснике еврейского первосвященника.

## Население
По данным Центрального статистического бюро Израиля, население на начало 2020 года составляло 2 082 человека.